# Općina Trebnje
Općina Trebnje (slo.: Občina Trebnje) je općina u središnjoj Sloveniji u pokrajini Dolenjskoj i statističkoj regiji Jugoistočna Slovenija. Središte općine je grad Trebnje s 3.150 stanovnika. 

## Zemljopis
Općina Trebnje nalazi se u središnjem dijelu države. Općina obuhvaća istočni dio povijesne pokrajine Dolenjske. Područje općine je brežuljkasto i brdovito.
U općini vlada umjereno kontinentalna klima. Rijeka Mirna je najznačajniji vodotok u općini. Svi drugi vodotoci su mali.

## Naselja u općini
Arčelca, Artmanja vas, Babna Gora, Belšinja vas, Benečija, Bič, Blato, Breza, Cesta, Dečja vas, Dobrava, Dobravica pri Velikem Gabru, Dobrnič, Dol pri Trebnjem, Dolenja Dobrava, Dolenja Nemška vas, Dolenja vas pri Čatežu, Dolenje Kamenje pri Dobrniču, Dolenje Medvedje selo, Dolenje Ponikve, Dolenje Selce, Dolenji Podboršt pri Trebnjem, Dolenji Podšumberk, Dolenji Vrh, Dolga Njiva pri Šentlovren, Dolnje Prapreče, Čatež, Češnjevek, Goljek, Gombišče, Gorenja Dobrava, Gorenja Nemška vas, Gorenja vas pri Čatežu, Gorenja vas, Gorenje Kamenje pri Dobrniču, Gorenje Medvedje selo, Gorenje Ponikve, Gorenje Selce, Gorenji Podboršt pri Veliki Loki, Gorenji Podšumberk, Gorenji Vrh pri Dobrniču, Gornje Prapreče, Gradišče pri Trebnjem, Grič pri Trebnjem, Grm, Grmada, Hudeje, Iglenik pri Veliki Loki, Jezero, Kamni Potok, Knežja vas, Korenitka, Korita, Kriška Reber, Križ, Krtina, Krušni Vrh, Kukenberk, Lipnik, Lisec, Log pri Žužemberku, Lokve pri Dobrniču, Lukovek, Luža, Mačji Dol, Mačkovec, Mala Loka, Mala Ševnica, Male Dole pri Stehanji vasi, Mali Gaber, Mali Videm, Martinja vas, Medvedjek, Meglenik, Mrzla Luža, Muhabran, Občine, Odrga, Orlaka, Pekel, Pluska, Podlisec, Potok, Preska pri Dobrniču, Primštal, Pristavica pri Velikem Gabru, Račje selo, Razbore, Rdeči Kal, Repče, Replje, Reva, Rihpovec, Rodine pri Trebnjem, Roje pri Čatežu, Roženpelj, Rožni Vrh, Sejenice, Sela pri Šumberku, Stehanja vas, Stranje pri Dobrniču, Stranje pri Velikem Gabru, Studenec, Svetinja, Šahovec, Šentlovrenc, Škovec, Šmaver, Štefan pri Trebnjem, Trebanjski Vrh, Trebnje, Trnje, Vavpča vas pri Dobrniču, Velika Loka, Velika Ševnica, Velike Dole, Veliki Gaber, Veliki Videm, Volčja Jama, Vrbovec, Vrhovo pri Šentlovrencu, Vrhtrebnje, Vrtače, Zagorica pri Dobrniču, Zagorica pri Čatežu, Zagorica pri Velikem Gabru, Zavrh, Zidani Most, Žabjek, Železno, Žubina

## Vanjske poveznice
- Službena stranica općine